# Juho Manninen
Juho Manninen (ur. 27 października 1981 w Oulu) – fiński snowboardzista. Nigdy nie startował na igrzyskach olimpijskich. Jego najlepszym wynikiem na mistrzostwach świata w snowboardzie było 36. miejsce w halfpipe’ie na mistrzostwach w Whistler. Najlepsze wyniki w Pucharze Świata w snowboardzie osiągnął w sezonie 2002/2003, kiedy to zajął 7. miejsce w klasyfikacji Big Air.

## Sukcesy

### Mistrzostwa Świata
| Miejsce | Dzień       | Rok  | Miejscowość | Konkurencja | Zwycięzca   |
| ------- | ----------- | ---- | ----------- | ----------- | ----------- |
| 36.     | 21 stycznia | 2005 | Whistler    | Big Air     | Antti Autti |

### Puchar Świata

#### Miejsca w klasyfikacji generalnej
- 2001/2002 - -
- 2002/2003 - -
- 2004/2005 - -
- 2005/2006 - 87.
- 2006/2007 - 116.

#### Miejsca na podium
1. Klagenfurt am Wörthersee – 18 grudnia 2004 (Big Air) - 3. miejsce